# Nationalliga A (Eishockey) 1979/80
Die Saison 1979/80 war die 42. reguläre Austragung der Nationalliga A, der höchsten Schweizer Spielklasse im Eishockey. Zum insgesamt achten Mal in seiner Vereinsgeschichte wurde der EHC Arosa Schweizer Meister, während der HC La Chaux-de-Fonds in die NLB abstieg. 

## Modus
In einer gemeinsamen Hauptrunde spielte jede der acht Mannschaften in vier Spielen gegen jeden Gruppengegner, wodurch die Gesamtanzahl der Spiele pro Mannschaft 28 betrug. Der Erstplatzierte der Hauptrunde wurde Meister. Der Letztplatzierte der Hauptrunde stieg in die NLB ab. Für einen Sieg erhielt jede Mannschaft zwei Punkte, bei einem Unentschieden einen Punkt. Bei einer Niederlage erhielt man keine Punkte.

## Hauptrunde

### Abschlusstabelle
| Pl. | Team                 | Sp. | S  | U | N  | Tore    | Pkt. |
| --- | -------------------- | --- | -- | - | -- | ------- | ---- |
| 1.  | EHC Arosa            | 28  | 17 | 1 | 10 | 129:99  | 35   |
| 2.  | SC Bern              | 28  | 15 | 4 | 9  | 136:118 | 34   |
| 3.  | HC Davos             | 28  | 16 | 2 | 10 | 126:113 | 34   |
| 4.  | EHC Biel             | 28  | 16 | 1 | 11 | 116:83  | 33   |
| 5.  | SC Langnau           | 28  | 13 | 4 | 11 | 123:108 | 30   |
| 6.  | EHC Kloten           | 28  | 11 | 4 | 13 | 111:105 | 26   |
| 7.  | Lausanne HC          | 28  | 8  | 4 | 16 | 105:150 | 20   |
| 8.  | HC La Chaux-de-Fonds | 28  | 5  | 2 | 21 | 93:163  | 12   |